# Go Over
Albums de High and Mighty Color
Gou on Progressive
(2006)
Singles
G∞ver est le premier album du groupe de pop-rock japonais High and Mighty Color, sorti sous le label SME Records le 14 septembre 2005 au Japon.

## Présentation
Cet album est la meilleure vente du groupe. Il atteint la 8e place du classement de l'Oricon, et reste classé pendant 10 semaines, pour un total de 67 088 exemplaires vendus. L'album contient plus de chansons pop que de chansons rock; il contient leurs 4 premiers singles, Pride, Over, Run☆Run☆Run et Days. Lors d'une interview avec Tofu Records, le membre Sassy a révélé que la version originale de Notice a été supprimée accidentellement et qu'ils ont été obligés de la ré-enregistrer, mais la nouvelle version est meilleure que l'originale avec "great groovy sounds".

## Liste des titres
| 1.  | G∞ver        | 2:25 |
| 2.  | Notice       | 4:11 |
| 3.  | Pride        | 4:18 |
| 4.  | Naked        | 3:33 |
| 5.  | Over         | 4:05 |
| 6.  | Days         | 4:03 |
| 7.  | Sweet Escape | 3:44 |
| 8.  | Run☆Run☆Run  | 4:20 |
| 9.  | What for...  | 4:28 |
| 10. | Rain         | 3:51 |
| 11. | With You     | 6:16 |